# Chattenburg
Koordinaten: 51° 18′ 49″ N, 9° 30′ 11″ O

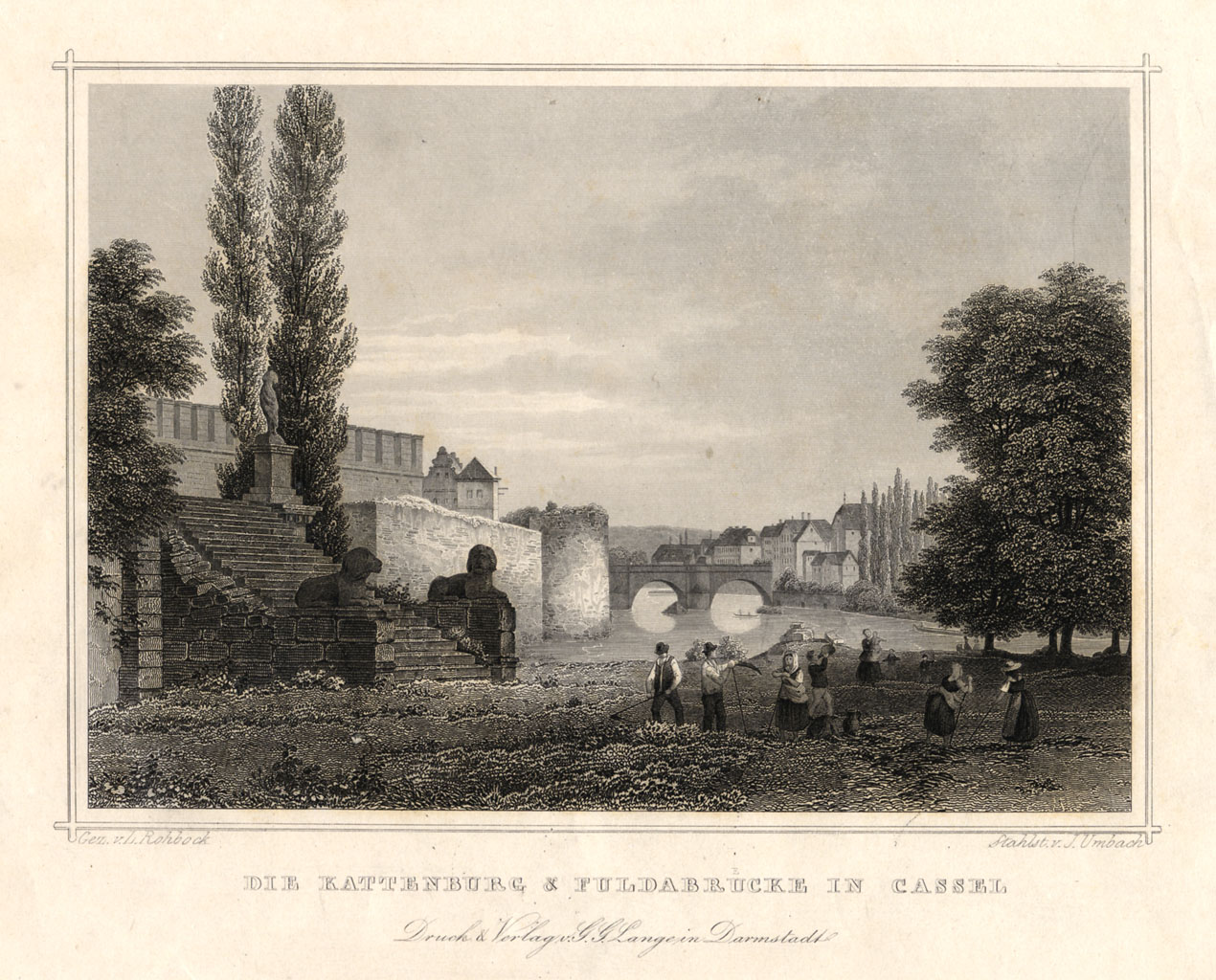
Die Ruine der Chattenburg (links), 1850

Die Chattenburg (veraltet auch Kattenburg) war ein von Kurfürst Wilhelm I. von Hessen-Kassel begonnenes monumentales Residenzschloss in Kassel. Es sollte das 1811 durch einen Großbrand weitgehend zerstörte und 1816 abgebrochene Stadtschloss ersetzen. Als Wilhelm I. im Februar 1821 verstarb, war nur das Grundgeschoss im Rohbau fertig, und sein Sohn und Nachfolger Wilhelm II. ließ den Bau einstellen.

## Lage
Der Bau befand sich, auf 156 m ü. NN, an der Stelle des heutigen Regierungspräsidiums über dem Ufer der Fulda, dort wo zuvor das Stadtschloss der Landgrafen von Hessen bzw. von Hessen-Kassel gestanden hatte.

## Geschichte
Das Kasseler Stadtschloss wurde durch einen Großbrand in der Nacht zum 24. November 1811, während der französischen Fremdherrschaft des napoleonischen Königreichs Westphalen (1807–1813), zu großen Teilen zerstört. König Jérôme zog in das Schloss Bellevue um und zeigte kein Interesse am Wiederaufbau. Auch Kurfürst Wilhelm I., der im November 1813 nach der Vertreibung der Franzosen aus Kurhessen in sein Land zurückkehrte, war nicht interessiert. Er hatte ambitioniertere Pläne. Zwar gelang es ihm auf dem Wiener Kongress nicht, zum „König der Chatten“ erhoben zu werden, aber er wollte sich zumindest ein Schloss bauen, das eines Königs würdig war. Im Dezember 1816 ließ er nicht nur die Trümmer des nahezu völlig zerstörten Nordwestflügels des Stadtschlosses beseitigen, sondern auch die zwar ebenfalls beschädigten, aber noch stehenden drei anderen Flügel abreißen, um seinen gewaltigen Neubauplan der „Chattenburg“ verwirklichen zu lassen, die sein Baumeister, Heinrich Christoph Jussow, konzipiert hatte. 
Die Ausmaße und der Aufwand für den geplanten klassizistischen Bau gingen weit über den üblichen Rahmen einer landesfürstlichen Residenz hinaus. Im Juni 1817 begannen die Vorbereitungs- und Gründungsarbeiten, die sich sehr lange hinzogen. Erst am 27. Juni 1820 wurde die feierliche Grundsteinlegung vorgenommen. Die Anlage erstreckte sich von Westnordwest nach Ostsüdost hoch über der Fuldaaue. Ein Vierflügelgebäude von etwa 50 × 60 m Größe umschloss einen großen Innenhof, und im Osten schlossen sich noch einmal zwei Seitenflügel von jeweils rund 50 m Länge U-förmig an den Haupttrakt an. Die gesamte Anlage sollte dreigeschossig werden.
Als der Bauherr, Wilhelm I., in seinem 78. Lebensjahr am 27. Februar 1821 starb, war nur das erste Stockwerk im Rohbau errichtet. Danach wurden die Arbeiten eingestellt, da sein Sohn und Nachfolger, Kurfürst Wilhelm II., sein Palais am Friedrichsplatz vorzog, dieses ausbauen und durch den Bau des Roten Palais erheblich erweitern ließ, und hinsichtlich der Verwendung der eigenen und Staatsfinanzen andere Prioritäten hatte – vornehmlich seine Mätresse Emilie Ortlöpp und deren Wohlergehen. 
Die roten Sandsteine des Sockelgeschosses wurden in der Zeit von 1840 bis 1870 abgetragen; sie wurden beim Bau der unmittelbar südlich liegenden Neuen Galerie 1871 bis 1874 verwendet.

## Nachfolgebauten
Nach der preußischen Annexion Kurhessens im Jahre 1866 wurde die neue preußische Verwaltung ab Oktober 1867 zunächst im Palais Hessen-Rotenburg am Königsplatz untergebracht. Die Räumlichkeiten dort waren jedoch von Anfang an zu beschränkt, und schon bald zog man den Standort der ehemaligen und unvollendeten Chattenburg für den Neubau eines Dienstgebäudes in Betracht. Nachdem deren Reste 1870 vollständig abgetragen worden waren, kaufte die Regierung das Gelände mit den noch vorhandenen Fundamenten und Kellern von der Generalverwaltung des kurfürstlichen Familienfideikommissars und baute ab 1875 auf diesen ein neues dreigeschossiges Regierungs- und Justizgebäude im Monumentalstil der Gründerzeit. Es wurde nach siebenjähriger Bauzeit 1882 fertiggestellt und wurde bereits von Zeitgenossen als „überdimensionierter Backsteinkasten“ bezeichnet. 
Der Bau wurde bei dem verheerenden Luftangriff auf Kassel am 22. Oktober 1943 schwer beschädigt. Die Ruine wurde von 1949 bis 1953 abgetragen. In den Jahren von 1957 bis 1960 wurde an gleicher Stelle das heutige Bürohochhaus des Regierungspräsidiums gebaut.